# Viddal Riley
Viddal Ethan Danso Riley (1997. július 17. -) angol bajnok brit profi ökölvívó, youtuber és rapper. Ismertségét KSI ökölvívó edzőjeként szerezte 2017-ben.
2013-ban az EUBC Junior Európai Ökölvívó Bajnokságon képviselte Angliát és ezüst érmet szerzett.

## Fiatalkora
Viddal Ethan Danso Riley 1997. július 7-én született Hackneyben, Londonban. A Northumberland Park Iskolába járt Haringeyben. A Tottenham Hotspur FC rajongója.

## Karrier

### Amatőrként
Riley hat évesen kezdete ökölvívó karrierjét. Nyolcszoros nemzeti bajnok volt, a Junior Európai Ökölvívó Bajnokságon ezüst érmet szerzett Anglia színeiben. A 2014-es nankingi ifjúsági olimpián képviselte Nagy-Britanniát. Amatőr karrierje alatt 41 győzelme volt (19 kiütéses győzelem) és 8 veresége.

### Profi karrierje
A Mayweather Promotions igazolt sportolója, edzője Jeff Mayweather, Floyd Mayweather nagybátyja.
Első profi mérkőzése 2018. november 30-án volt a Big Punch Arenában Tijuanában Julio Manuel Gonzalez ellen. Az első menetben kiütéssel győzte le Gonzalezt. Második mérkőzése az amerikai Mitchell Spangler ellen volt az MGM Arenában, Las Vegasban, 2019. január 19-én. Az első menetben megállította a bíró a küzdelmet és kiütéses győzelemnek ítélte. A harmadik és negyedik mérkőzését pontozással nyerte Austine Nnamdi és Muhammad Abdullah ellen.

## Profi eredményei
| Sor. | Eredmény | Teljesítmény | Ellenfél              | Típus | Menet, idő  | Dátum              | Helyszín                                                     |
| ---- | -------- | ------------ | --------------------- | ----- | ----------- | ------------------ | ------------------------------------------------------------ |
| 8    | Győztes  | 8–0          | Anees Taj             | TKO   | 4 (8), 0:04 | 2023. február 11.  | Wembley Aréna, London, Egyesült Királyság                    |
| 7    | Győztes  | 7–0          | Ross McGuigan         | TKO   | 3 (6), 2:22 | 2022. november 12. | Manchester Aréna, Manchester, Egyesült Királyság             |
| 6    | Győztes  | 6–0          | Jone Volau            | TKO   | 1 (6), 0:51 | 2022. június 11.   | Wembley Aréna, London, Egyesült Királyság                    |
| 5    | Győztes  | 5–0          | Willbeforce Shihepo   | PONT  | 6           | 2022. február 19.  | Manchester Aréna, Manchester, Egyesült Királyság             |
| 4    | Győztes  | 4–0          | Muhammad Abdullah     | PONT  | 4           | 2020. február 28.  | Sam's Town Hotel & Gambling Hall, Sunrise Manor, Nevada, USA |
| 3    | Győztes  | 3–0          | Austine Nnamdi        | PONT  | 4           | 2019. május 3.     | FIVE Palm Jumeirah, Dubaj, UAE                               |
| 2    | Győztes  | 2–0          | Mitchell Spangler     | KO    | 1 (4), 0:33 | 2019. január 19.   | MGM Grand Garden Arena, Paradise, Nevada, USA                |
| 1    | Győztes  | 1–0          | Julio Manuel Gonzalez | KO    | 1 (4), 1:19 | 2018. november 30. | Big Punch Arena, Tijuana, Mexikó                             |

## Internetes személyiségként
Riley KSI ökölvívó és internetes személyiség edzőjeként lett ismert, mikor felkészítette a Joe Weller és Logan Paul elleni mérkőzésekre. YouTube csatornáján 1.14 millió feliratkozója van, összesen 66 millió videómegtekintéssel.